# Selinum carniolicum
Selinum carniolicum är en flockblommig växtart som beskrevs av David Heinrich Hoppe och Carl Fredrik Nyman. Selinum carniolicum ingår i släktet krusfrön, och familjen flockblommiga växter. Inga underarter finns listade i Catalogue of Life.